# مترانلو
مطرانلو، روستایی از توابع بخش مرکزی شهرستان بجنورد در استان خراسان شمالی ایران است. دارای آب و هوای بی نظیر و مکان های گردشگری به همراه با کیفیت ترین محصولات کشاورزی در‌منطقه.

## جمعیت
این روستا در دهستان آلاداغ قرار دارد و براساس سرشماری مرکز آمار ایران در سال ۱۳۸۵، جمعیت آن ۱۹۱ نفر (۴۶خانوار) بوده‌است.

## زبان
این روستا کردنشین است و زبان روستا کردی است.